# Východoafrická federace
Východoafrická federace je plánovaný státní útvar, který chtěly od roku 2015 vytvořit členské země Východoafrického společenství: Keňa, Uganda, Tanzanie, Rwanda a Burundi.
Na summitu EAC v roce 2010 bylo dohodnuto přijetí východoafrického šilinku jako společné měny v roce 2012 a tři roky nato sjednocení pětice zemí do jednotného federativního státu. Termíny zavedení společné měny a vytvoření federace však budou pozdější, než bylo v roce 2010 předpokládáno. Jeho rozloha by byla 1 820 664 km² a počet obyvatel se odhaduje kolem 130 milionů. Hlavním městem se má stát Arusha, úředními jazyky angličtina a svahilština.
Nabídku na výhledové členství ve federaci obdržel také Jižní Súdán.